# Benetice (Světlá nad Sázavou)
Benetice – mała miejscowość w Czechach, w kraju Wysoczyna, w pobliżu miejscowości Světlá nad Sázavou.
W Beneticach znajdowała się fabryka szkła.

## Galeria

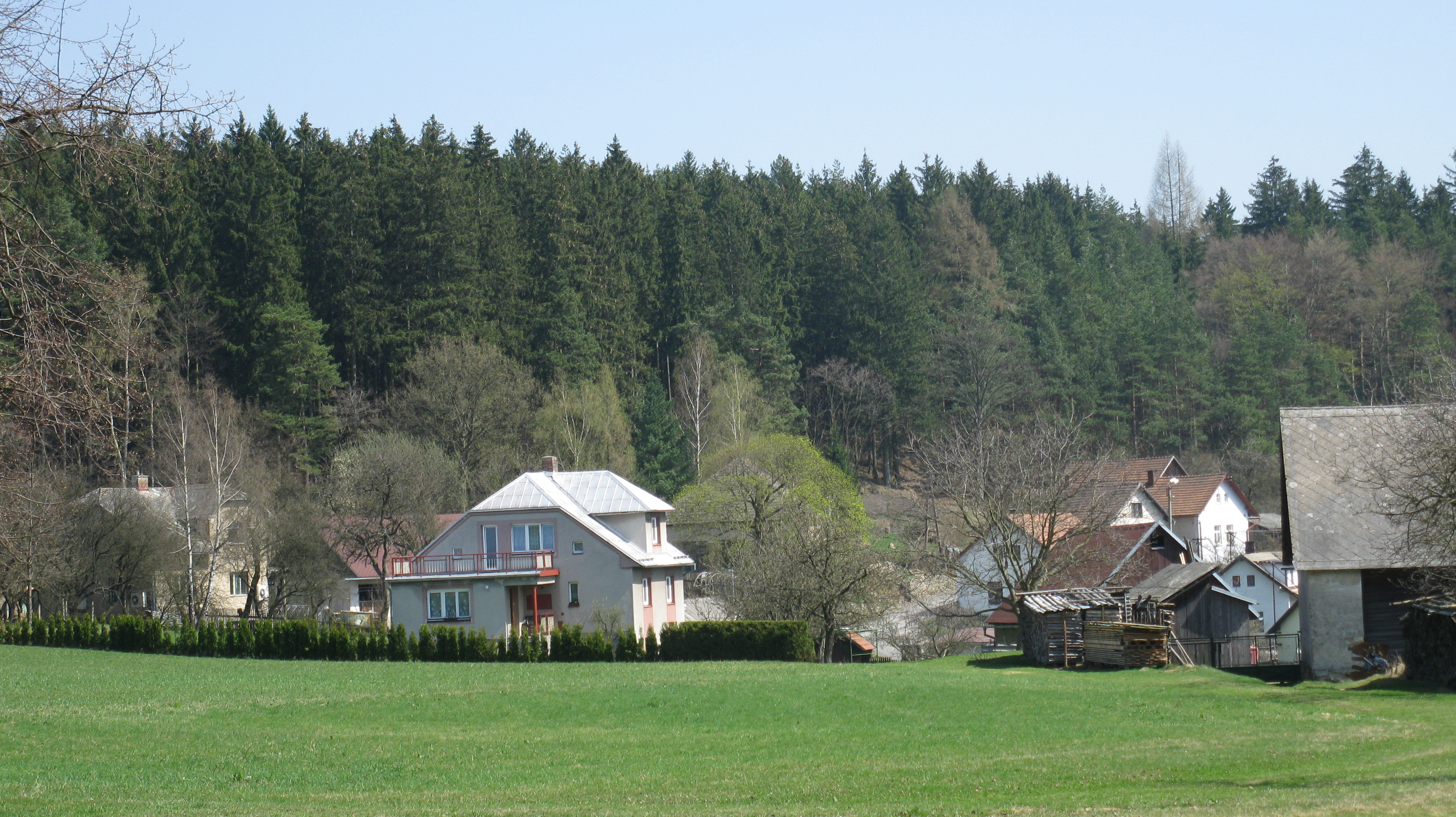
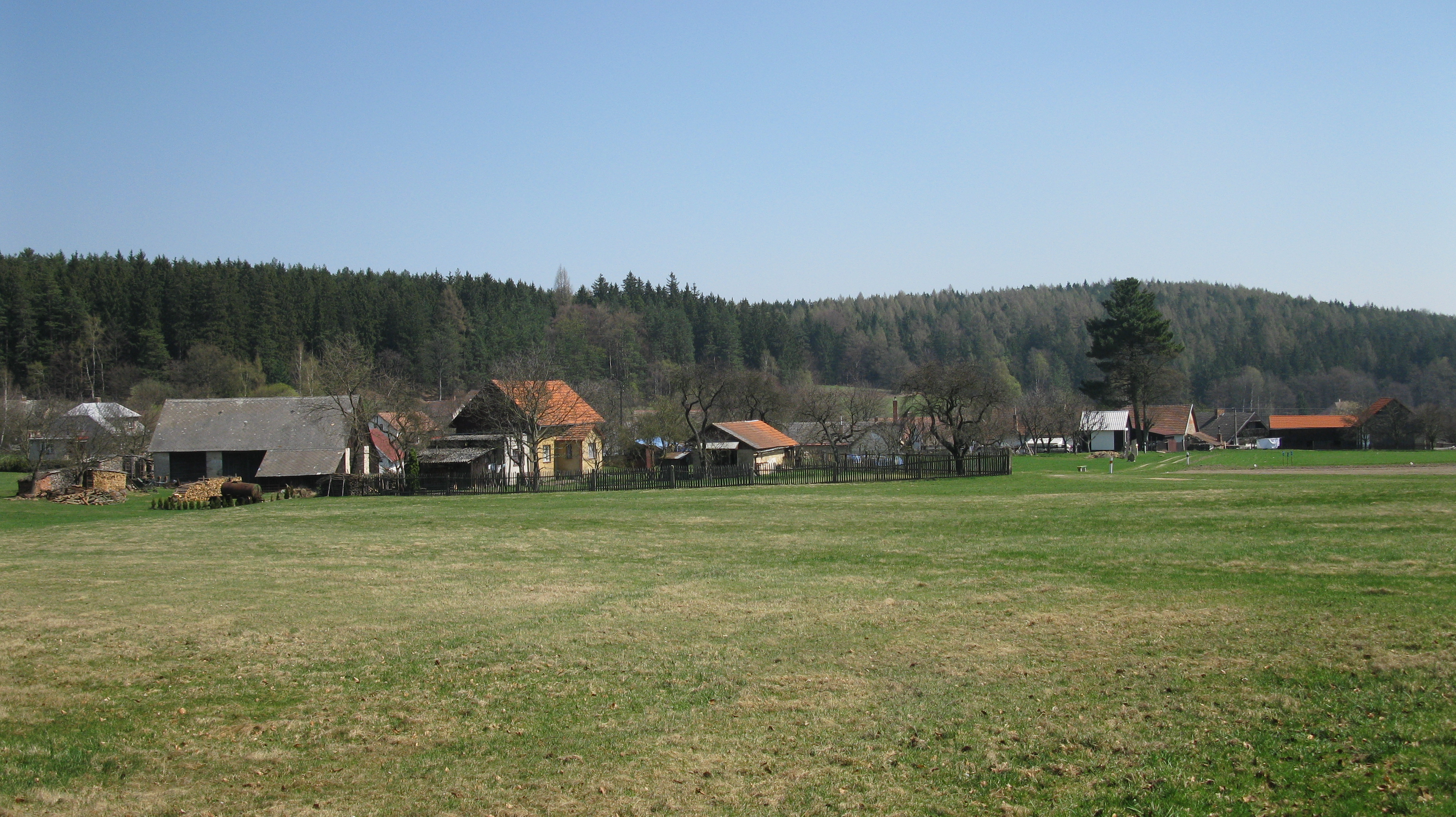
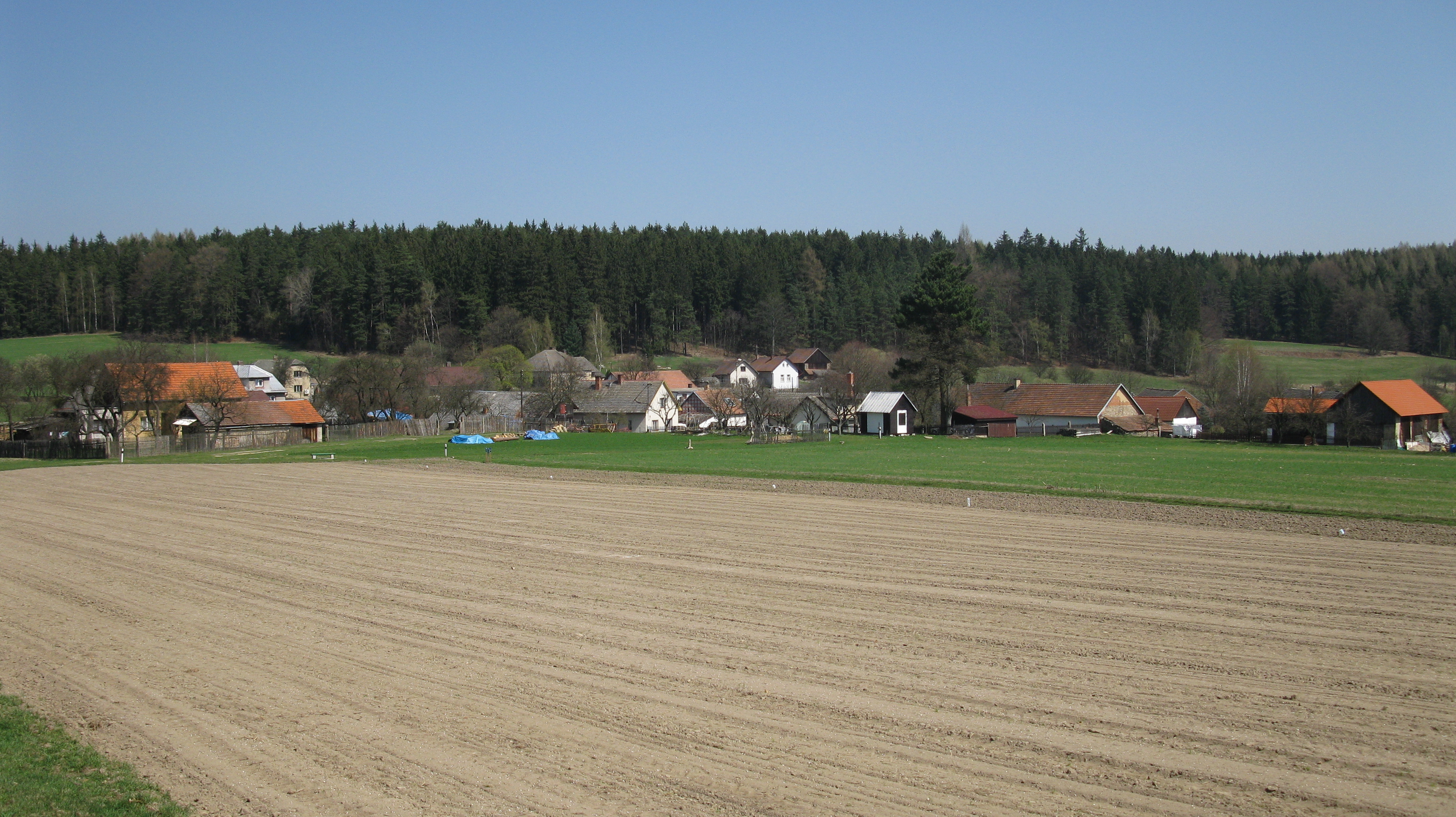
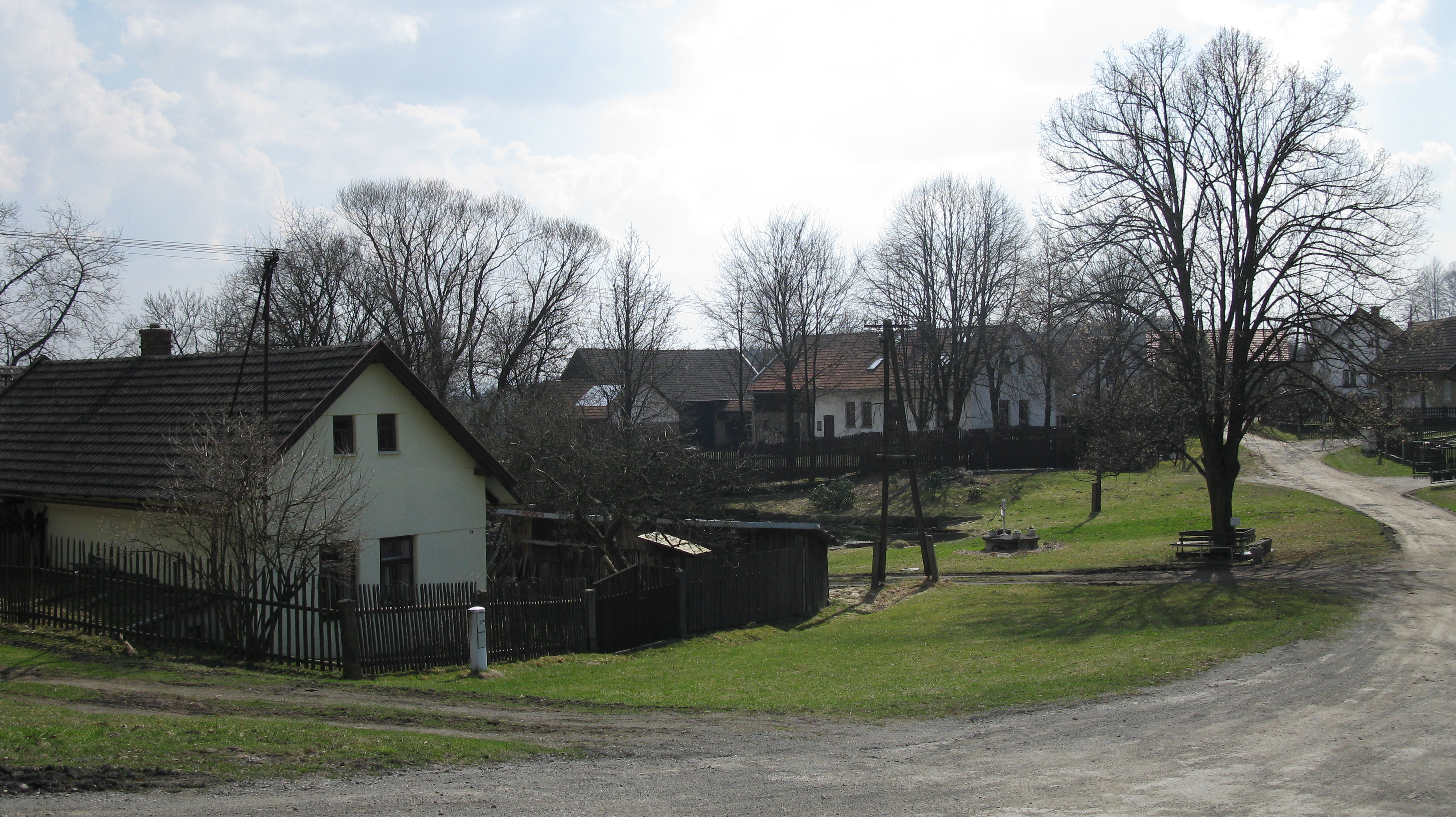
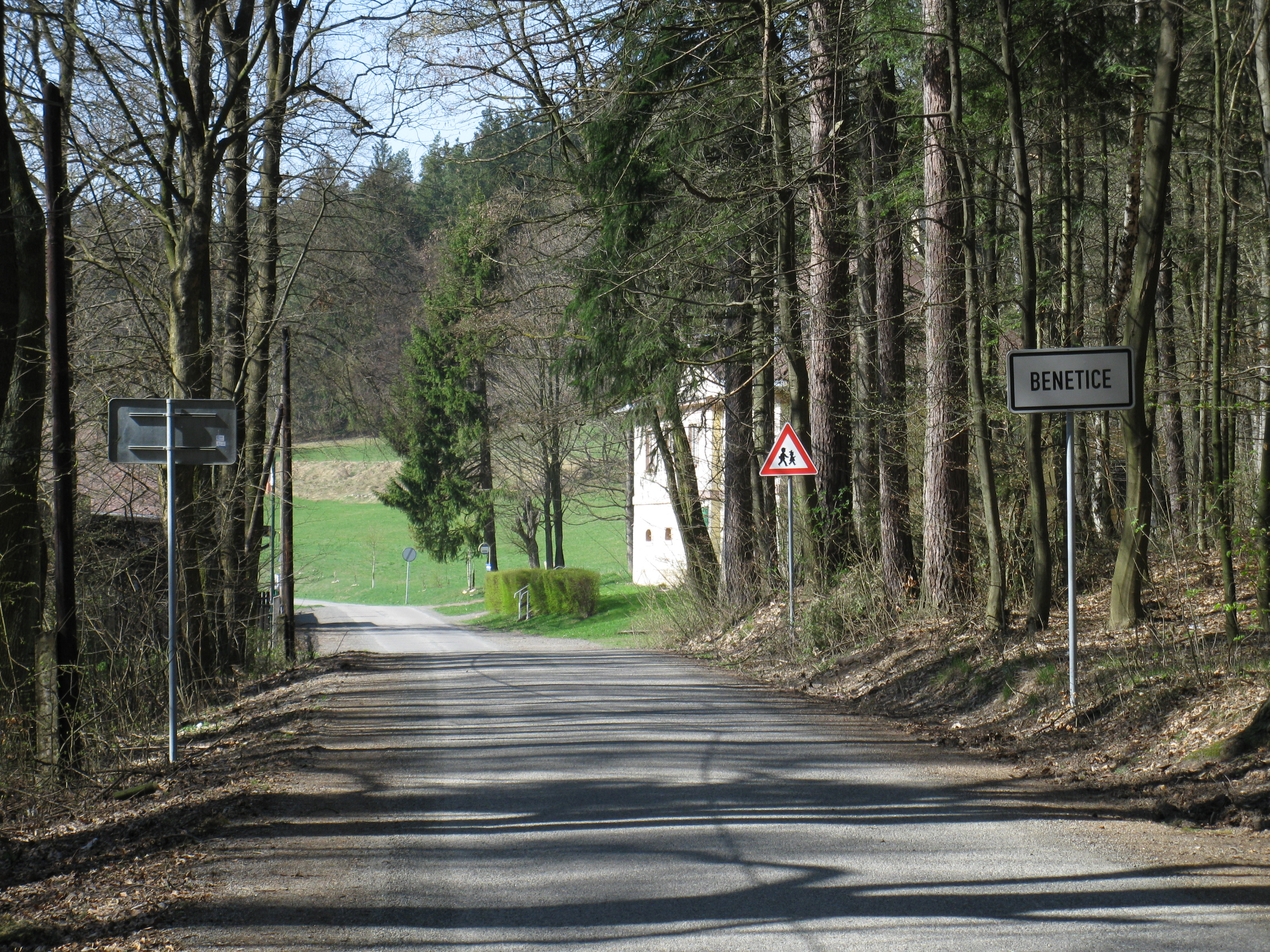
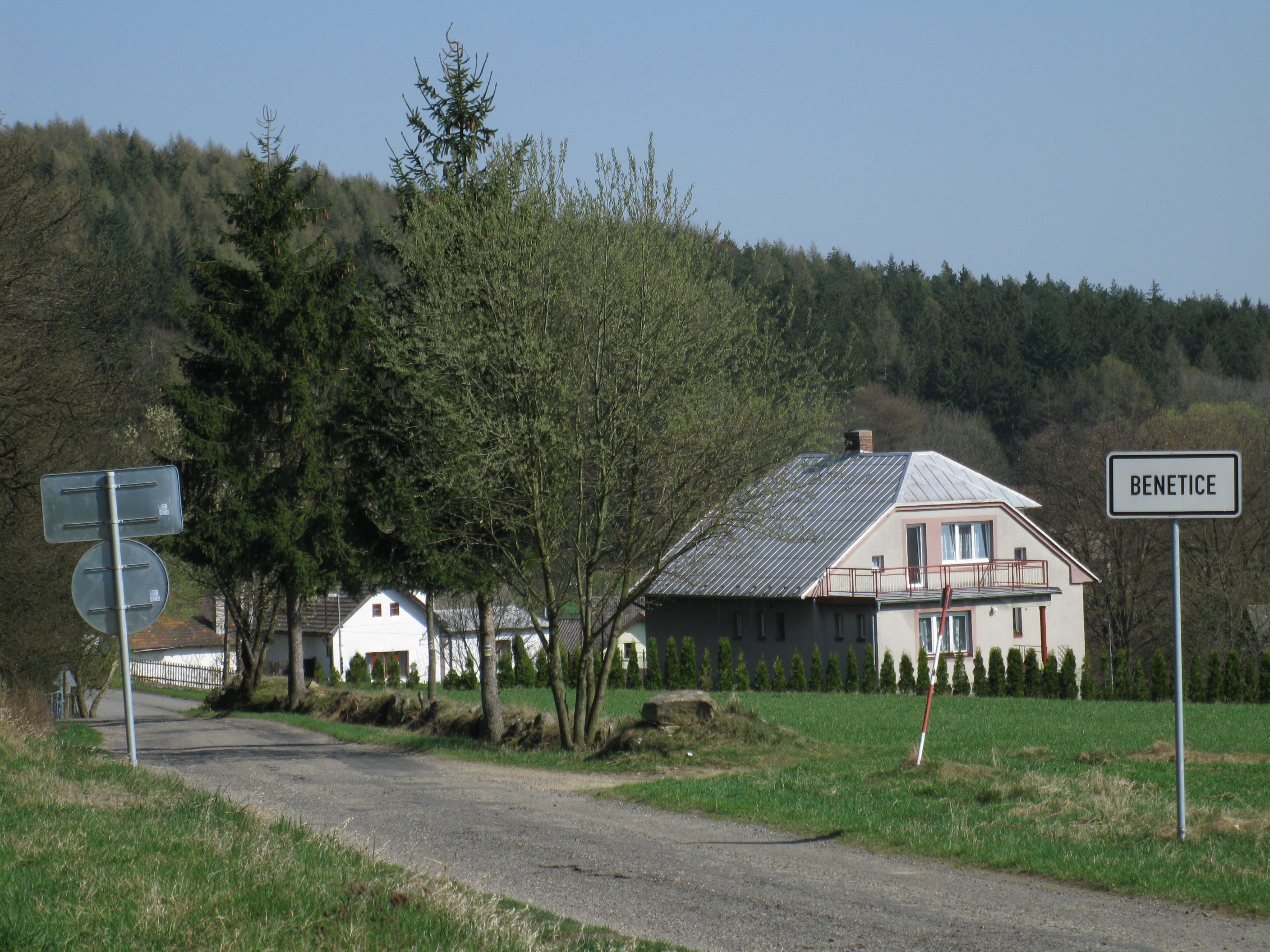
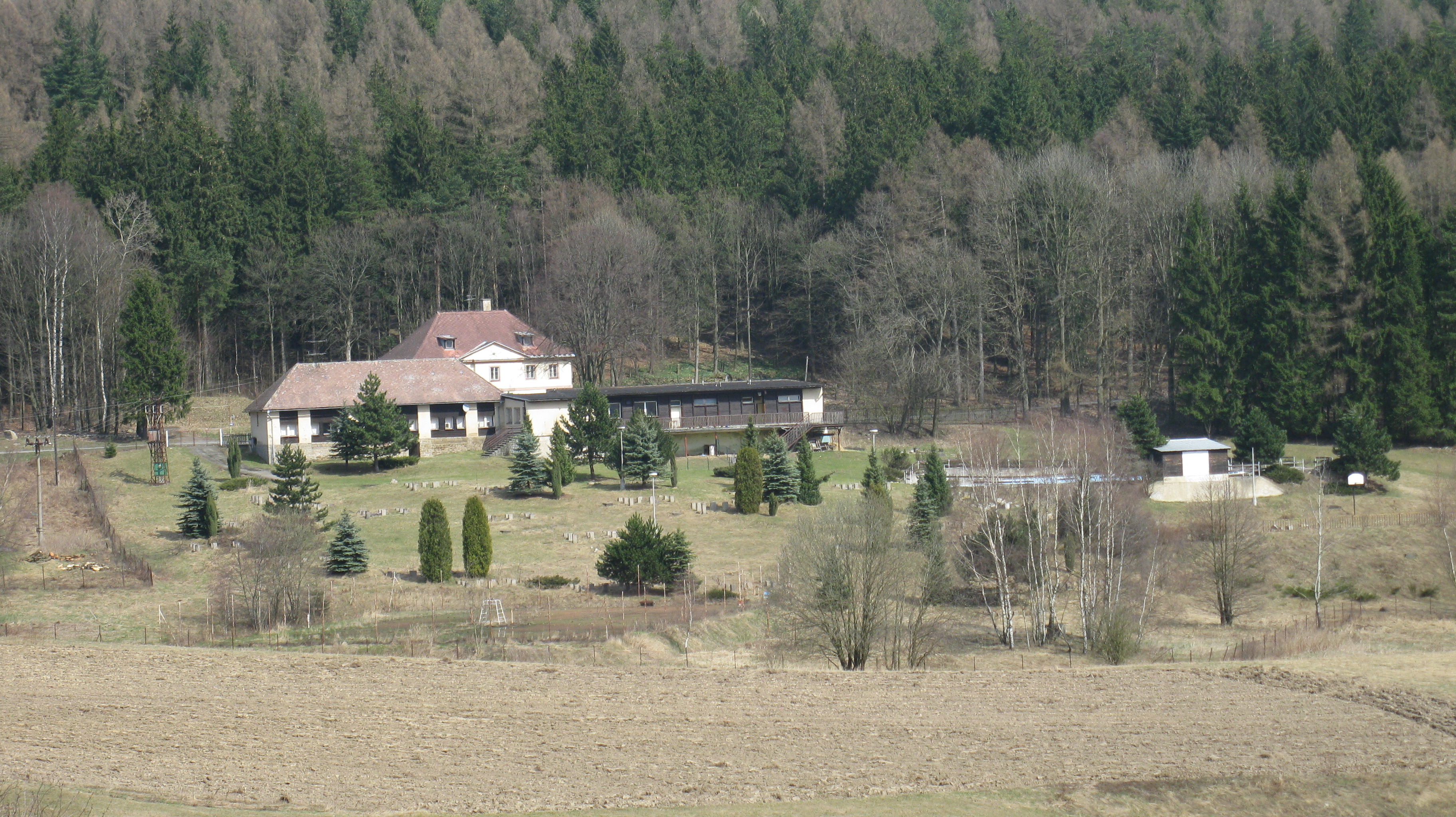
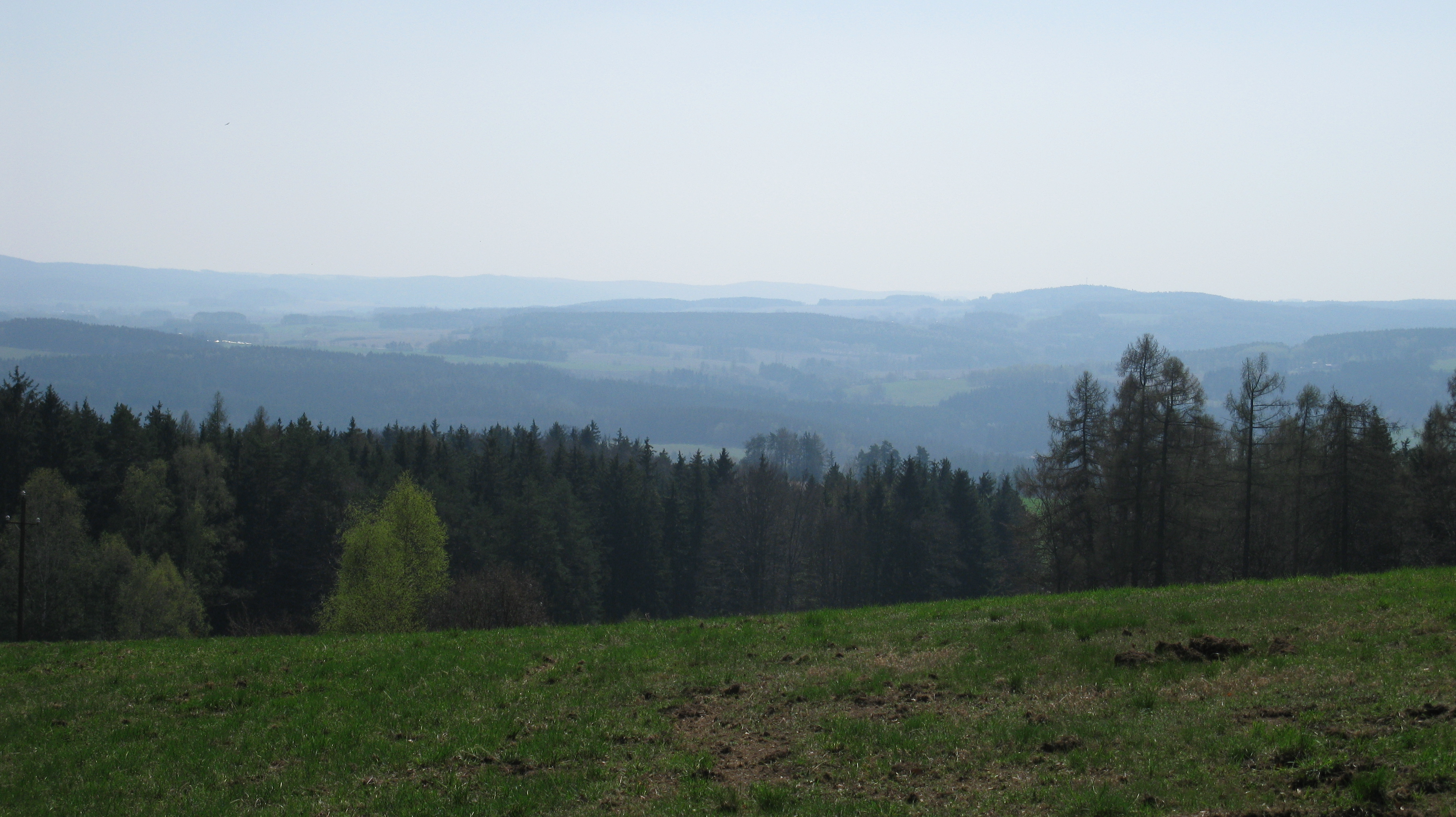